# Ana Bărbosu
Ana Maria Bărbosu (Focșani, 26 de julho de 2006) é uma ginasta romena. Ela foi campeã júnior por equipes e no individual geral no Campeonato Europeu de 2020 e medalhista de prata no individual geral no Campeonato Romeno de 2020.

## Carreira

### Júnior

#### 2017
Bărbosu competiu na divisão Junior II Nível 3 no Campeonato Romeno Júnior de 2017, e terminou em quarto no individual geral. Nas finais por aparelhos, ela foi a quinta no salto e a quarta nas barras assimétricas, além de ganhar uma medalha de prata na trave e uma de bronze no solo.

#### 2019
Bărbosu abriu sua temporada na Petrom Cup em junho, conquistando o ouro no individual geral à frente de Sabrina Voinea e Maria Ceplinschi. Ela ganhou o ouro na divisão Espoir no Campeonato Romeno Júnior de 2019 na semana seguinte, novamente à frente de Voinea e Amalia Petre. No Campeonato Romeno Sênior em setembro, Bărbosu conquistou o bronze no geral e no solo, e ficou em sexto no salto e trave de equilíbrio e em sétimo nas barras assimétricas. No mês seguinte, no Campeonato Individual Romeno, ela conquistou quase todos os títulos da divisão Espoir, com o ouro no individual geral e em todos os aparelhos, exceto salto, no qual conquistou a prata atrás de Voinea.
Bărbosu fez sua estreia internacional na categoria júnior em novembro na Copa da Suíça em Wallisellen, onde conquistou o ouro com a equipe romena e individualmente no individual geral. Ela terminou entre as duas primeiras posições em todos os aparelhos.  Bărbosu competiu na Horizon Cup em Thessaloniki, Grécia, na semana seguinte, onde ganhou o título geral do Espoir 2006 depois de conseguir a maior pontuação em todos os aparelhos, exceto nas barras assimétricas.  Ela terminou sua temporada internacional no Top Gym em Charleroi, Bélgica, no final do mês, onde a equipe formada por ginastas da Romênia e de Cingapura terminou em quarto lugar. Individualmente, Bărbosu conquistou a medalha de prata no individual geral entre as russas Vladislava Urazova e Elena Gerasimova. Nas finais por aparelhos, ela ganhou a prata no solo, bronze na trave e empatou no bronze nas paralelas com Lilou Besson da França.

#### 2020
Devido à pandemia do COVID-19, as ginastas tiveram poucas oportunidades competitivas internacionais. No Campeonato Romeno de 2020, Bărbosu conquistou a medalha de prata atrás de Silviana Sfiringu e à frente de Ioana Stănciulescu, terminando como a ginasta júnior mais bem colocada na final do individual geral. Na divisão júnior, ela novamente ganhou o ouro do individual geral e também conquistou medalhas de ouro em todos os aparelhos. Como resultado, Bărbosu foi escolhida para a equipe nominativa para o Campeonato Europeu Júnior de 2020 ao lado de Iulia Trestianu, Maria Ceplinschi, Andreea Preda e Luiza Popa.
No Campeonato Europeu Júnior, Bărbosu liderou a equipe romena a uma medalha de ouro, terminando mais de 10 pontos à frente da Ucrânia e da Hungria. Individualmente, ela conquistou o título no individual geral por mais de 4 pontos à frente da colega de equipe Ceplinschi e Daniela Batrona da Ucrânia,e se classificou em primeiro em todas as quatro finais por aparelhos, conquistando o ouro em todas.  

#### 2021
No Campeonato Romeno em setembro, Bărbosu conquistou o ouro nas barras assimétricas e ficou com a prata no solo e no individual geral. Em novembro, ela competiu no Top Gym Tournament na Bélgica, onde venceu o individual geral, e também conquistou medalhas de ouro nas paralelas e na trave.

### Sênior

#### 2022
Bărbosu tornou-se elegível para competir na categoria Sênior em 2022, e fez a sua estreia no Troféu Cidade de Jesolo, onde terminou em 14º no geral e em oitavo nas barras assimétricas. Ela então competiu na Osijek World Challenge Cup, onde ganhou a medalha de ouro no solo, e levou o bronze na trave atrás de Pauline Schäfer e Ana Đerek. No Campeonato Europeu de Munique, Bărbosu terminou em sétimo no individual geral, quarto no solo e oitavo na trave. Ana se classificou para a final da trave em primeiro lugar. Na final do solo, ela teve a maior pontuação internacional de solo de sua carreira, com 13,633. Além disso, ela ajudou a Romênia a classificar uma equipe completa para o Campeonato Mundial de 2022 em Liverpool. 

## Histórico competitivo
| Ano    | Evento                       | Equipe | AA     | VT     | UB     | BB     | FX     |
| Júnior | Júnior                       | Júnior | Júnior | Júnior | Júnior | Júnior | Júnior |
| ------ | ---------------------------- | ------ | ------ | ------ | ------ | ------ | ------ |
| 2017   | Campeonato Romeno Júnior     |        | 4      | 5      | 4      | 2      | 3      |
| 2019   | Copa Petrom                  |        | 1      |        |        |        |        |
| 2019   | Campeonato Romeno Júnior     |        | 1      |        |        |        |        |
| 2019   | Campeonato Romeno            |        | 3      | 4      | 7      | 6      | 3      |
| 2019   | Campeonato Romeno Individual |        | 1      | 2      | 1      | 1      | 1      |
| 2019   | Copa da Suíça Júnior         | 1      | 1      |        |        |        |        |
| 2019   | Horizon Cup                  |        | 1      |        |        |        |        |
| 2019   | Top Gym                      | 4      | 2      |        | 3      | 3      | 2      |
| 2020   | Campeonato Romeno Júnior     |        | 1      | 1      | 1      | 1      | 1      |
| 2020   | Campeonato Romeno            |        | 2      |        |        |        |        |
| 2020   | Campeonato Europeu Júnior    | 1      | 1      | 1      | 1      | 1      | 1      |
| 2021   | Campeonato Romeno            |        | 2      | 4      | 1      | 7      | 2      |
| 2021   | Torneio Top Gym              |        | 1      |        | 1      | 1      |        |
| Sênior |                              |        |        |        |        |        |        |
| 2022   | Troféu Cidade de Jesolo      | 4      | 14     |        | 8      |        |        |
| 2022   | Osijek Challenge Cup         |        |        |        |        | 3      | 1      |
| 2022   | Campeonato Europeu           |        | 7      |        |        | 8      | 4      |
| 2022   | Campeonato Romeno            |        | 1      |        |        |        |        |
| 2022   | Troféu Romgym                | 1      | 1      |        |        |        |        |
| 2022   | Mersin Challenge Cup         |        |        |        | 1      | 1      | 1      |